# شين يونغ-جون
شين يونغ-جون (هانغل: 신영준) هو لاعب كرة قدم كوري جنوبي في مركز الهجوم، ولد في 6 سبتمبر 1989 في بوسان في كوريا الجنوبية. لعب مع بوهانغ ستيلرز.

## وصلات خارجية
- شين يونغ-جون على موقع دوري كوريا الجنوبية (الإنجليزية)
- شين يونغ-جون على موقع قاعدة بيانات كرة القدم.إي يو (الإنجليزية)